# Saffloz
Saffloz est une commune française située dans le département du Jura, dans la région culturelle et historique de Franche-Comté et la région administrative Bourgogne-Franche-Comté.

## Géographie
Situé dans le canton de Saint-Laurent-en-Grandvaux, à environ 15 km de Champagnole et 30 km de Lons-le-Saunier, le village de Saffloz est au cœur de la région des lacs.
Ce petit village du second plateau du massif jurassien jouit de la proximité de nombreux lacs parmi lesquels le lac de Chalain, le lac du Vernois, le lac de Narlay, les lacs de Maclu et le lac d'Ilay. La commune est remarquable également par la diversité de ses forêts et la proximité des cascades du Hérisson.

### Climat
Pour des articles plus généraux, voir Climat de la Bourgogne-Franche-Comté et Climat du département du Jura.
En 2010, le climat de la commune est de type climat de montagne, selon une étude du Centre national de la recherche scientifique s'appuyant sur une série de données couvrant la période 1971-2000. En 2020, Météo-France publie une typologie des climats de la France métropolitaine dans laquelle la commune est dans une zone de transition entre le climat semi-continental et le climat de montagne et est dans la région climatique  Jura, caractérisée par une forte pluviométrie en toutes saisons (1 000 à 1 500 mm/an), des hivers rigoureux et un ensoleillement médiocre. 
Pour la période 1971-2000, la température annuelle moyenne est de 8,6 °C, avec une amplitude thermique annuelle de 16,3 °C. Le cumul annuel moyen de précipitations est de 1 594 mm, avec 12,7 jours de précipitations en janvier et 10 jours en juillet. Pour la période 1991-2020, la température moyenne annuelle observée sur la station météorologique de Météo-France la plus proche, « Champagnole », sur la commune de Champagnole à 10 km à vol d'oiseau, est de 9,4 °C et le cumul annuel moyen de précipitations est de 1 573,2 mm. 
La température maximale relevée sur cette station est de 37,5 °C, atteinte le 24 juillet 2019 ; la température minimale est de −23,5 °C, atteinte le 24 décembre 2001,,. 
Les paramètres climatiques de la commune ont été estimés pour le milieu du siècle (2041-2070) selon différents scénarios d'émission de gaz à effet de serre à partir des nouvelles projections climatiques de référence DRIAS-2020. Ils sont consultables sur un site dédié publié par Météo-France en novembre 2022.

## Urbanisme

### Typologie
Au 1er janvier 2024, Saffloz est catégorisée commune rurale à habitat dispersé, selon la nouvelle grille communale de densité à sept niveaux définie par l'Insee en 2022.
Elle est située hors unité urbaine. Par ailleurs la commune fait partie de l'aire d'attraction de Champagnole, dont elle est une commune de la couronne,. Cette aire, qui regroupe 43 communes, est catégorisée dans les aires de moins de 50 000 habitants,.

### Occupation des sols
L'occupation des sols de la commune, telle qu'elle ressort de la base de données européenne d’occupation biophysique des sols Corine Land Cover (CLC), est marquée par l'importance des forêts et milieux semi-naturels (52,7 % en 2018), une proportion identique à celle de 1990 (52,7 %). La répartition détaillée en 2018 est la suivante : 
forêts (52,7 %), prairies (31,7 %), zones agricoles hétérogènes (12,8 %), zones urbanisées (2,9 %). L'évolution de l’occupation des sols de la commune et de ses infrastructures peut être observée sur les différentes représentations cartographiques du territoire : la carte de Cassini (XVIIIe siècle), la carte d'état-major (1820-1866) et les cartes ou photos aériennes de l'IGN pour la période actuelle (1950 à aujourd'hui).

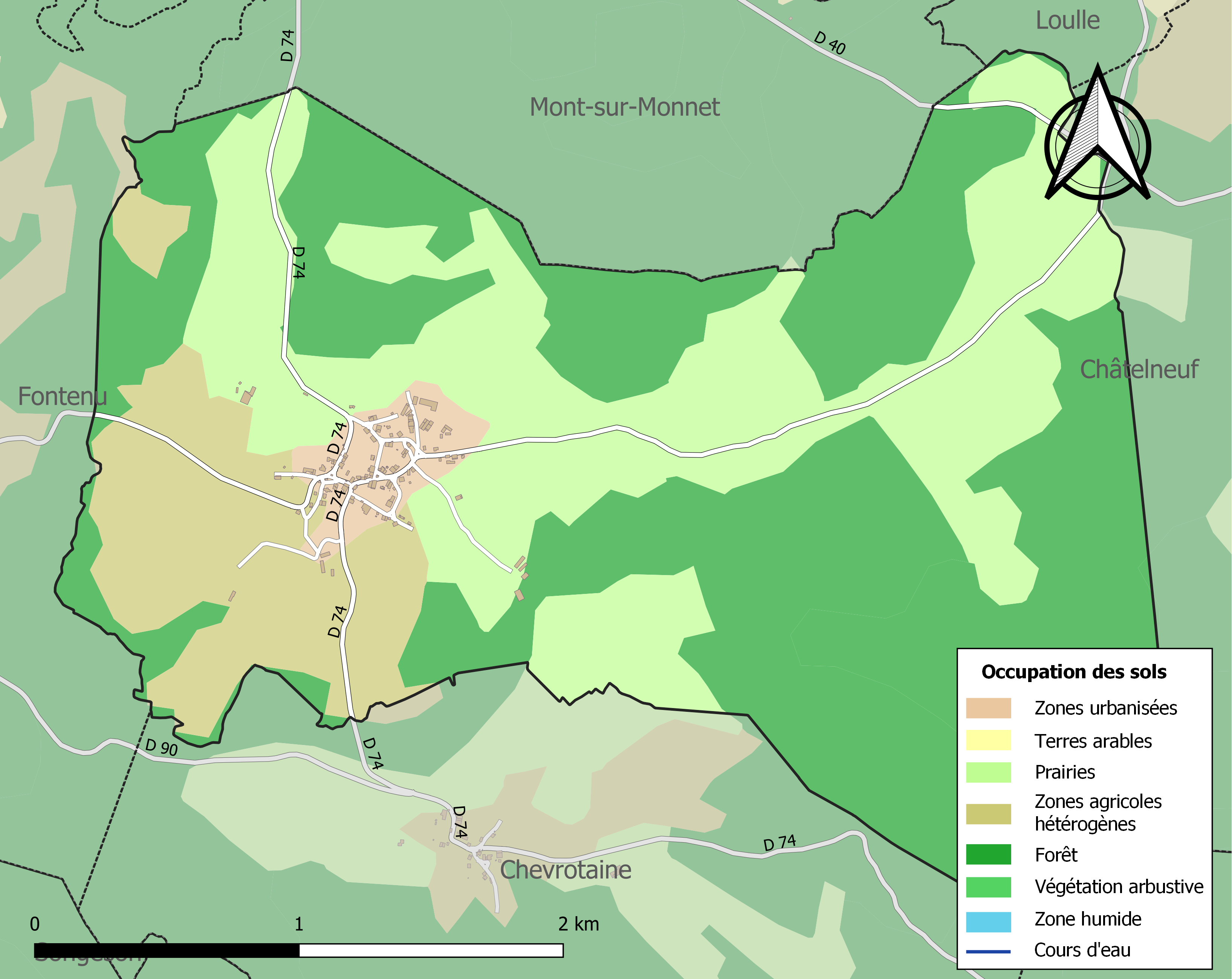
Carte des infrastructures et de l'occupation des sols de la commune en 2018 (CLC).

## Histoire
Généralement, on considère que le nom du village signifie "champs défrichés". Ce nom résulte de la contraction des mots "Essarts (Terres gagnées sur la forêt)" et de "Flots (Marécages)", "Essarts-Flots" signifie donc littéralement "les terres gagnées sur les marécages". Ce défrichage des terres est quant à lui attribué aux moines cisterciens de l'abbaye de Balerne fondée dans la première décennie du XIIe siècle. Le territoire de Saffloz dépendait de la seigneurie de Châtelneuf propriété indivise entre les religieux de Balerne et les Princes de la Maison de Chalon.

## Politique et administration
| Période   | Période      | Identité          | Étiquette | Qualité    |
| --------- | ------------ | ----------------- | --------- | ---------- |
| Mars 1977 | juillet 1993 | Jean Verjus       |           | Apiculteur |
| mars 2001 | mars 2014    | René Bernard      |           |            |
| mars 2014 | En cours     | Patrick Vuittenez |           | Retraité   |

## Démographie
L'évolution du nombre d'habitants est connue à travers les recensements de la population effectués dans la commune depuis 1793. Pour les communes de moins de 10 000 habitants, une enquête de recensement portant sur toute la population est réalisée tous les cinq ans, les populations de référence des années intermédiaires étant quant à elles estimées par interpolation ou extrapolation. Pour la commune, le premier recensement exhaustif entrant dans le cadre du nouveau dispositif a été réalisé en 2004.

En 2022, la commune comptait 87 habitants, en évolution de −19,44 % par rapport à 2016 (Jura : −0,81 %, France hors Mayotte : +2,11 %).
| 1793 | 1800 | 1806 | 1821 | 1831 | 1836 | 1841 | 1846 | 1851 |
| ---- | ---- | ---- | ---- | ---- | ---- | ---- | ---- | ---- |
| 344  | 315  | 310  | 334  | 372  | 341  | 296  | 285  | 292  |

| 1856 | 1861 | 1866 | 1872 | 1876 | 1881 | 1886 | 1891 | 1896 |
| ---- | ---- | ---- | ---- | ---- | ---- | ---- | ---- | ---- |
| 279  | 283  | 282  | 231  | 223  | 208  | 179  | 147  | 158  |

| 1901 | 1906 | 1911 | 1921 | 1926 | 1931 | 1936 | 1946 | 1954 |
| ---- | ---- | ---- | ---- | ---- | ---- | ---- | ---- | ---- |
| 175  | 173  | 174  | 131  | 135  | 156  | 167  | 126  | 121  |

| 1962 | 1968 | 1975 | 1982 | 1990 | 1999 | 2004 | 2006 | 2009 |
| ---- | ---- | ---- | ---- | ---- | ---- | ---- | ---- | ---- |
| 125  | 98   | 75   | 75   | 85   | 87   | 83   | 87   | 105  |

| 2014 | 2019 | 2022 | - | - | - | - | - | - |
| ---- | ---- | ---- | - | - | - | - | - | - |
| 106  | 90   | 87   | - | - | - | - | - | - |

## Culture locale et patrimoine

### Lieux et monuments
Pas de monument notable dans cette petite commune à part une résidence de campagne dépendant de l'abbaye de Balerne, plusieurs fois remaniée par un usage agricole, actuellement en réfection, ou plus près de nous, la fruitière du XIXe siècle, très largement remaniée elle aussi, mais toujours en activité.
L'église du village, placée sous le vocable de saint Philippe et saint Jacques, date de la fin du XVIIIe siècle et le clocher du début du XIXe, à la Restauration (date sur le porche : 1824). Elle a servi d'église paroissiale pour les villages de Saffloz, Chevrotaine et Fontenu jusque dans les années soixante.
Le village contient quelques fontaines récemment restaurées, ainsi que l'école, désaffectée aujourd'hui, qui accueillait les enfants de Chevrotaine en plus de ceux de Saffloz.
On trouve également sur la commune une grotte dite « grotte aux Sarrazins » : la référence locale à l'invasion arabe au VIIIe siècle étant purement poétique (bien qu'ils aient atteint Luxeuil...).